# The Double Knot
The Double Knot est un film américain muet réalisé par Raoul Walsh et sorti en 1914.

## Fiche technique
- Titre original : The Double Knot
- Réalisation : Raoul Walsh
- Société de production : Majestic Motion Picture Company
- Société de distribution : Mutual Film
- Pays de production :  États-Unis
- Langue originale : anglais
- Format : noir et blanc — 35 mm — 1,37:1 — film muet
- Genre : drame
- Durée : 2 bobines - 600 m
- Date de sortie : 
  - États-Unis : 24 mai 1914

## Distribution
- Mary Alden
- John B. O'Brien
- Raoul Walsh